# Pirimetamina
A pirimetamina (nome comercial: Daraprim) é um medicamento usado no combate de infecções por protozoários. É comumente usado no tratatamento e prevenção da malária e, combinado com a sulfadiazina, no tratamento da toxoplasmose em pacientes imunossuprimidos.
Atua na inibição da enzima dihidrofolato redutase (DHFR), a qual é importante na síntese do ácido fólico.